# HD 132406
HD 132406 — одиночная звезда в созвездии Волопаса на расстоянии приблизительно 230 световых лет (около 70,5 парсек) от Солнца. Видимая звёздная величина звезды — +8,45m. Возраст звезды определён как около 6,4 млрд лет.
Вокруг звезды обращается, как минимум, одна планета.

## Характеристики
HD 132406 — жёлтый карлик спектрального класса G0V, или G0. Масса — около 1,09 солнечной, радиус — около 1,395 солнечных, светимость — около 1,827 солнечных. Эффективная температура — около 5664 K.

## Планетная система
В 2007 году командой астрономов, работающих в рамках программы по поиску планет с помощью спектрографа ELODIE, было объявлено об открытии планеты HD 132406 b. Она представляет собой газовый гигант с массой, равной 5,61 массы Юпитера. Планета обращается на расстоянии 1,98 а.е. (это вдвое дальше, чем от Земли до Солнца), совершая полный оборот за 974 суток. Открытие было совершено методом Доплера.
В 2019 году учёными, анализирующими данные проектов HIPPARCOS и Gaia, у звезды обнаружена планета HIP 73146 c.